# Seiki Nose
Seiki Nose (* 10. srpna 1952) je bývalý japonský zápasník–judista, bronzový olympijský medailista z roku 1984.

## Sportovní kariéra
V japonské seniorské reprezentaci se pohyboval od poloviny sedmdesátých let dvacátého století. V roce 1984 uspěl při japonské olympijské kvalifikaci a startoval na olympijských hrách v Los Angeles. Ve čtvrtfinále nestačil na Rakušana Petera Seisenbachara, ale přes opravy se dostal do boje o třetí místo, ve kterém porazil Francouze Fabiena Canu a získal bronzovou olympijskou medaili. Vzápětí ukončil sportovní kariéru. Věnoval se trenérské práci na Saitamské univerzitě.
Seiki Nose byl levoruký judista, jeho osobní technikou byla uči-mata.

## Výsledky
| Turnaj            | 1981         | 1982         | 1983         | 1984         |
| Turnaj            | 29           | 30           | 31           | 32           |
| Turnaj            | střední váha | střední váha | střední váha | střední váha |
| ----------------- | ------------ | ------------ | ------------ | ------------ |
| Olympijské hry    |              |              |              | 3.           |
| Mistrovství světa | 2.           |              | 3.           |              |
| Mistrovství Asie  | —            |              |              | 1.           |